# モンブラン (ケーキ)

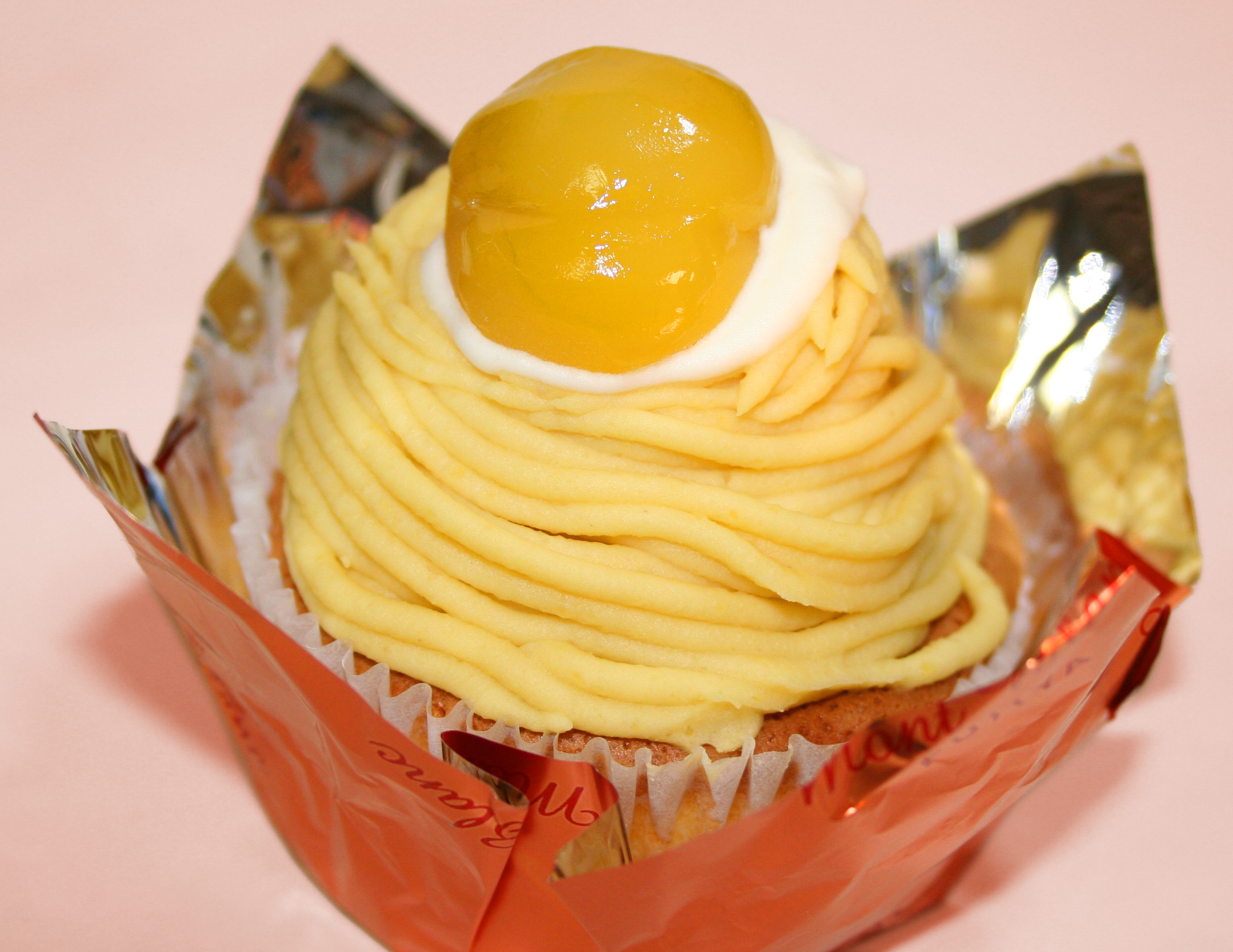
日本で販売されるモンブランの典型例

モンブラン（Mont Blanc aux marrons）は、栗などを原料とするクリームを生地の上面に絞りかけたケーキ。モンブラン山の形に似ていることからこう呼ばれる。

## 概要

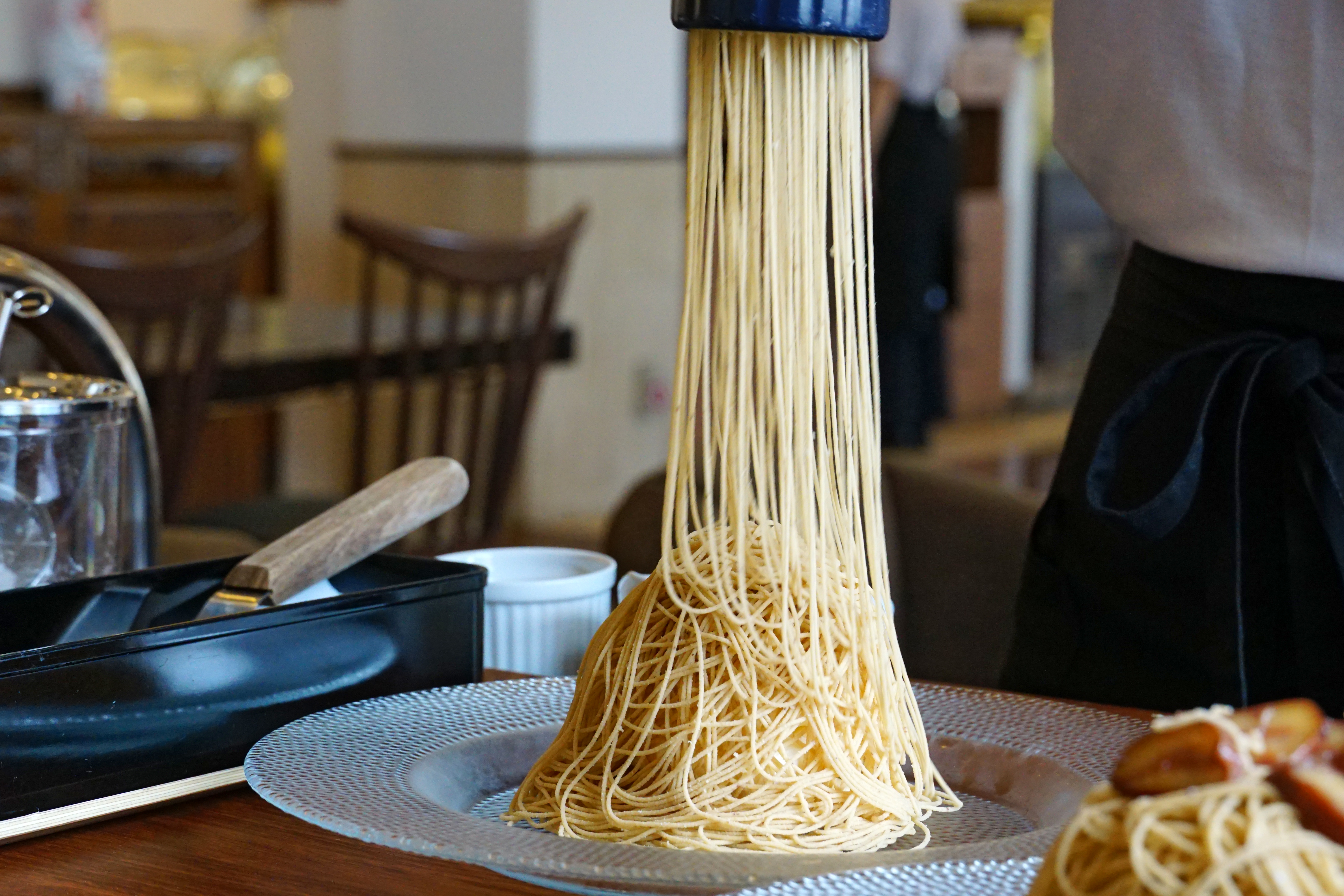
生地を栗ペーストでつつむ様子

典型的には、カップケーキ型のスポンジ生地やメレンゲ、タルト生地などで作った土台の上にホイップクリームを乗せ、それを螺旋状に包むように絞り袋や小田巻を使って絞り出した栗のクリームをあしらう。その上に半分に切ったマロングラッセ、あるいは甘露煮の栗が一片載せられることもある。形状や大きさ、土台となる生地部分には様々なバリエーションがある。上に降りかけられる白い粉砂糖は雪を表している。
モンブランは各国で形状が異なる。フランス式のものは丸みを帯びたドーム状になっているが、これはフランスから見たモンブラン山のなだらかな丸みを反映しているとされる。一方イタリア式のものは鋭い山状になっているが、これはイタリア側から見える氷河に削り取られた峻厳な岩肌を投影していると考えられる。
栗のクリームとして、形の崩れたマロングラッセをつぶして使うこともある。

## バリエーション
- 日本ではクリ以外にも、サツマイモやカボチャなどで代用したり、色付けし砂糖と香料を加えた白餡を乗せたケーキにも、同じ名称が冠されている[3]。また、栗のクリームに抹茶を混ぜ込んだ抹茶のモンブランや、ココアを混ぜ込んだチョコレートモンブランなどもある。更には栗を使用せず、生クリームにいちごやマンゴー等の果汁を混ぜ込こんで風味付けをしたモンブランもある。
- 北海道小樽市の一部では、ココアスポンジに生クリームを挟んだショートケーキが「モンブラン」と呼ばれている[4]。

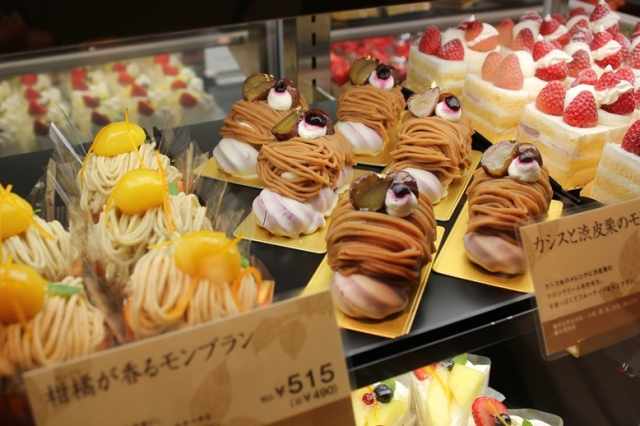
三越のモンブラン
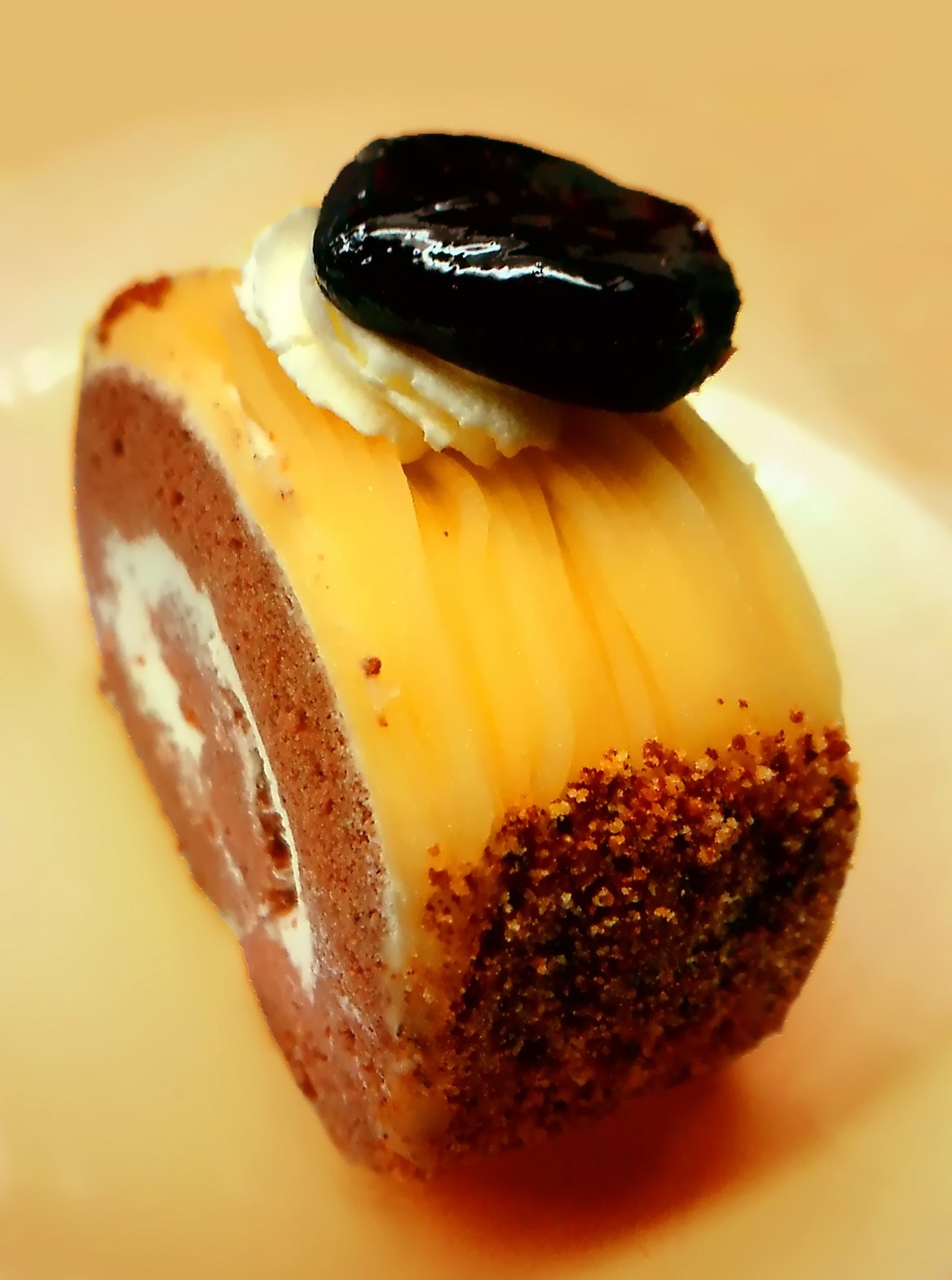
ロールケーキ状
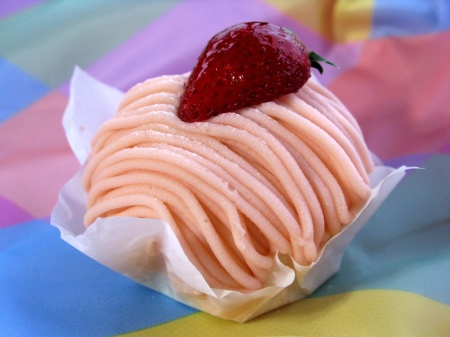
苺のモンブラン
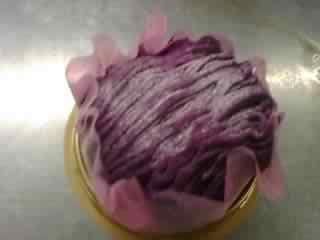
ムラサキ芋を使用
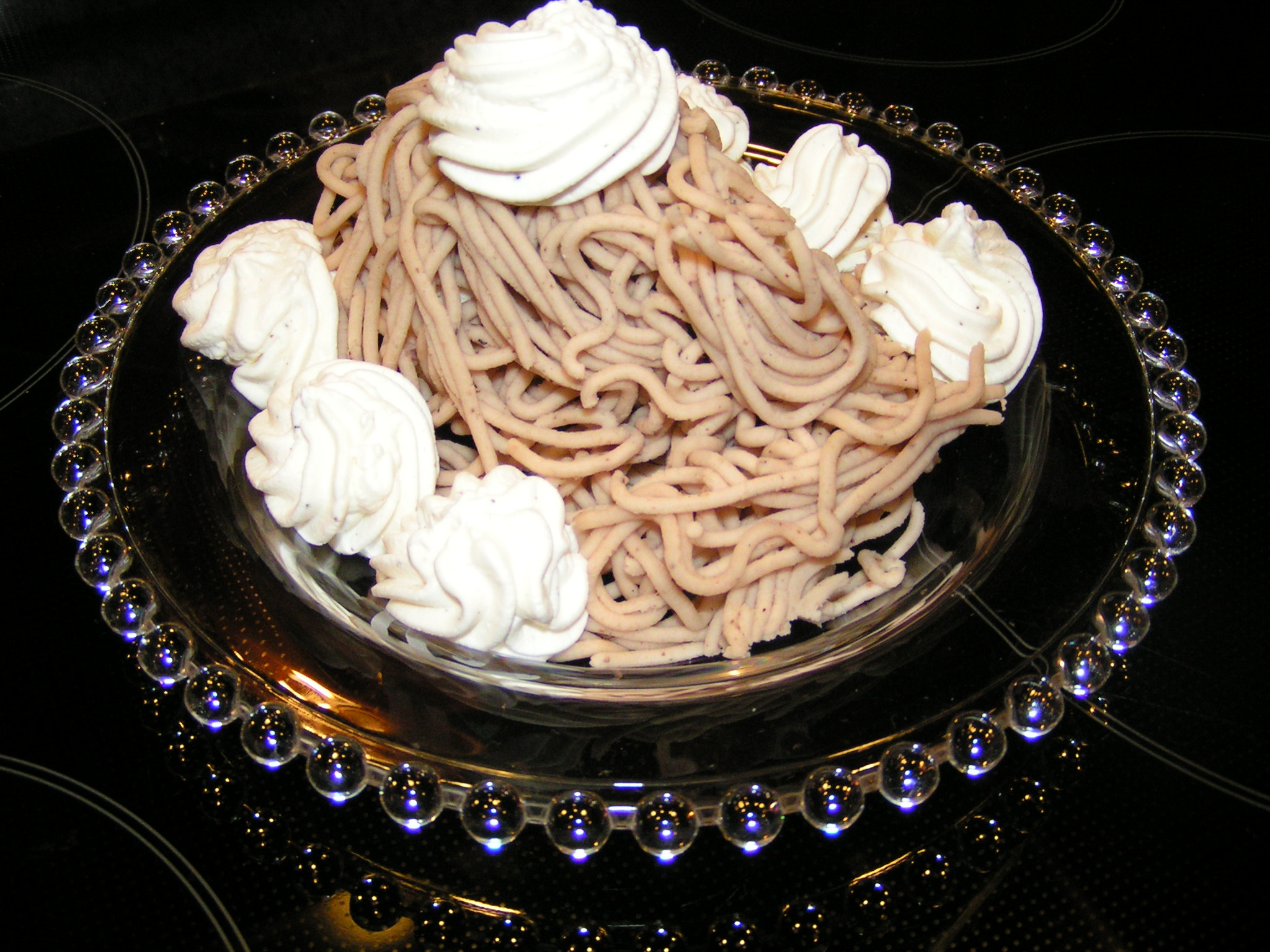
スイスの作品
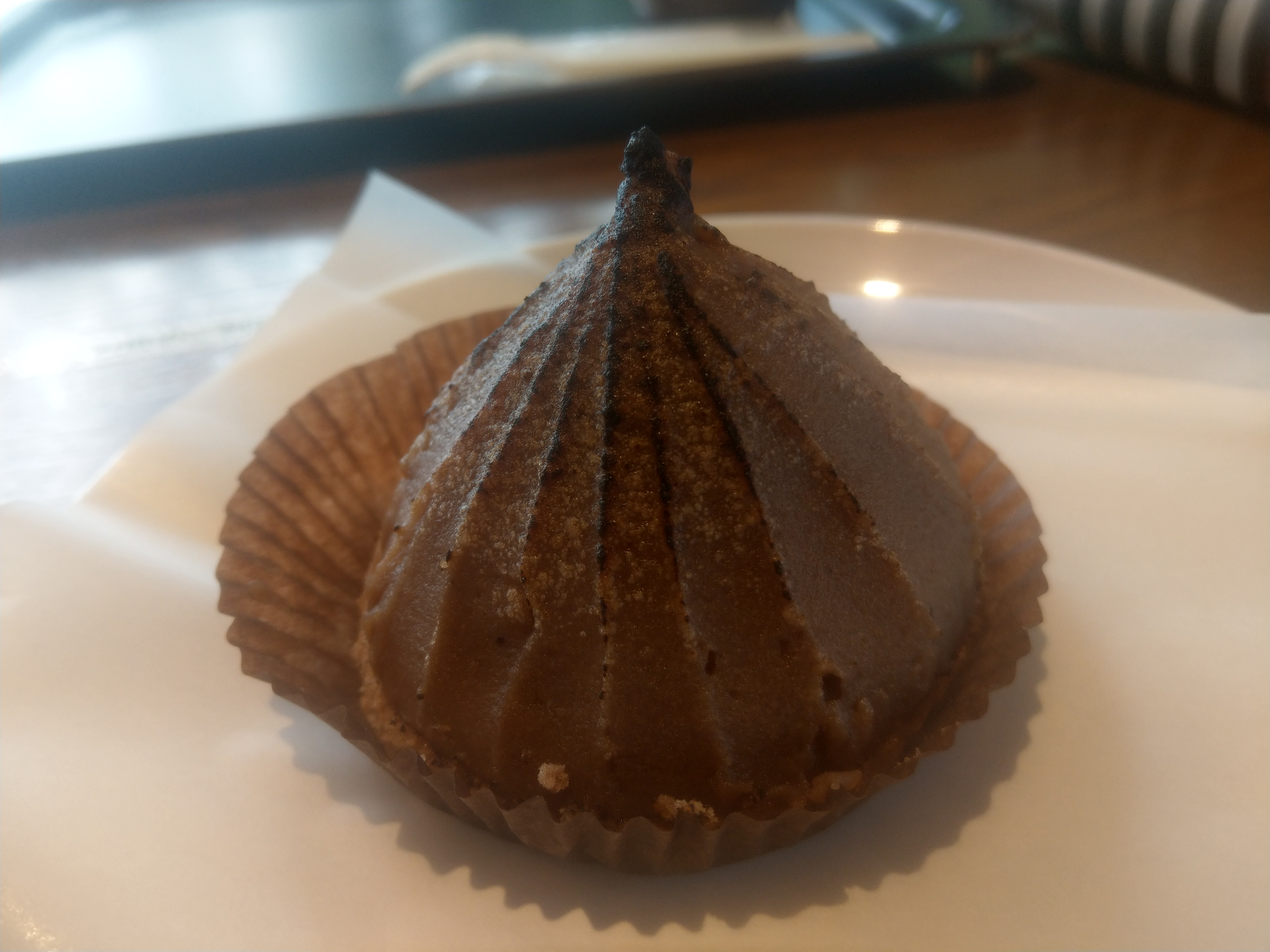
スターバックスのモンブラン

## 由来
栗のペーストとホイップクリームを組み合わせたデザート「モンブラン」は1847年には販売されており、19世紀中旬に一時流行した。他にさまざまな呼称がある。小型のケーキタイプや、メレンゲ台を使ったタイプも1890年代初頭にはあった。
モンブランを看板メニューとするパリの老舗カフェ「アンジェリーナ」の2015年現在の製品は、メレンゲ上にホイップクリームを載せ、その上に栗のクリームを麺状に絞り出した構成である。同店が「モンブラン」という名の菓子を発売した時期は1920年代以前である。

### 前史
ヨーロッパで栗の甘い菓子としては、17世紀には栗のシロップがけや糖衣のレシピがあり、18世紀には栗ペーストのアイスクリームのレシピもあった。19世紀初頭に"Nesselrode pudding"（ネッセルロード:601・プディング）という、栗と各種ドライフルーツを和えたアイスクリームが流行した。
栗を麺のように絞り出した菓子は1842年の記録がある。ただしこれはホイップクリームに関する言及がない。

### 栗ペーストとホイップクリームの菓子「モンブラン」

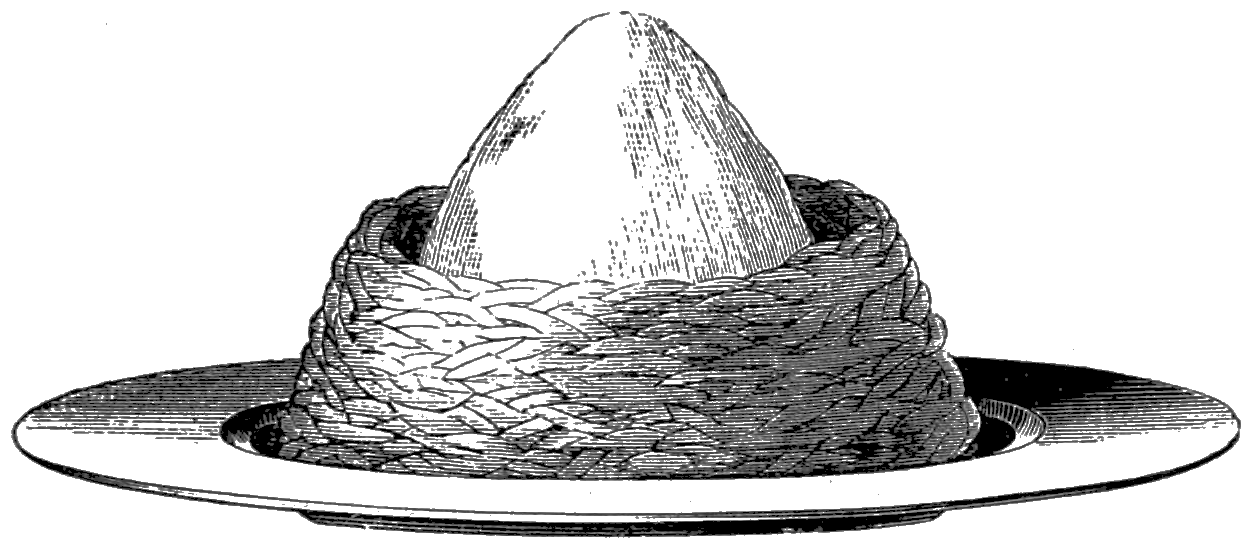
Chestnut pureé with cream（1871年。ユルバン・デュボワの料理本より）

モンブランの原型はフランス・サヴォワ県や隣接するイタリア・ピエモンテ州の家庭菓子という説がある。
1847年のフランスの広告記事はパリの菓子店Dessatが創ったという、栗とクリームの菓子"entremets du Mont-Blanc"（モンブラン）を紹介している。白いクリームと褐色のマロンピュレ（裏ごし）を組み合わせたバニラ風味の菓子で姿も良い、とうたっている
。
1863年フランスの婦人雑誌のレシピnid de marrons（直訳:栗の巣）は、栗のペーストを麺状に絞り出して大きなドーナツ状の輪をつくり、中心の穴にホイップクリームを盛る。
1871年のユルバン・デュボワによる挿絵付きレシピchestnut pureé with cream（栗のピュレ、クリーム添え）
も栗の巣タイプ（フランス語: Purée de marrons à la crème）。デュボワの別の本では同じレシピ名"Purée de marrons à la crème"だが構成が違い、栗のペーストを絞って山盛りにし、それをホイップクリームで覆う。
逆に下がホイップクリームの山で、その上に栗のペーストを細く絞ってかける構成は1874年のイギリスのレシピchestnut creamに見られる。
「モンブラン」の名が明記されたレシピとしては1885年の料理本がある。栗の巣タイプである。
1885年の投稿記事のアルザス地方料理torche aux marronsは栗のピュレの山の上にホイップクリームを載せるタイプだが、同名で麺状の栗の巣タイプのレシピもある。
1889年の料理本のmarrons Chantilly（マロン・シャンテリー）は栗の巣タイプだが麺状ではない。ホイップクリームを岩か山のように立てる
。1901年のアメリカのレシピmarrons a la chantillyでは栗を漉し器で絞る。
1889年の雑誌に、過去60年間に流行ったデザートを挙げた随筆がある。それによれば、ある時パリのパティシエ（菓子職人）が「モンブラン」と称する、栗を潰したものにホイップクリームをたっぷりかけた菓子を一時流行らせたが、流行はあっという間に冷めたという。
19世紀後半にはDessat以外の店も「モンブラン」という菓子を売っていた: 1876年パリ、1889年パリ、1891年頃サヴォワ県・シャンベリ。ただし詳しい構成は不明。
フランス料理の父オーギュスト・エスコフィエによる1903年のレシピMont-Blanc aux Marrons（マロンのモンブラン）も栗の巣タイプ。
小型のモンブランもあった。1908年イギリスの料理事典は栗の巣タイプの菓子を"bordure de marrons à la Chantilly"と呼んでいるが:276、もう一種類「小さいダリオール形」で下の層が栗のピュレ・上の層がホイップクリームの菓子を"Mont Blanc"あるいは"vacharin Suisse"と呼んでいる（「ダリオール」は菓子の形状の一種。カップケーキ型に似ている）。

### 焼いたケーキやメレンゲを台にした「モンブラン」

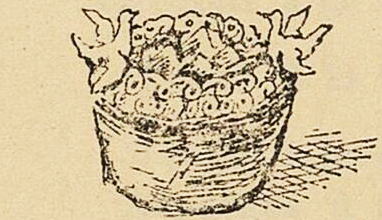
Nid aux marrons（1890年）

1890年の料理雑誌に発表されたレシピnid aux marronsは、タルトレット（小型のタルト (洋菓子)）に栗のクリームと栗のバタークリームを絞り、リンゴのゼリーと小鳥の模型を飾る。
1892年のスイスの料理本のレシピvacherin aux marrons（ヴァシュラン・オー・マロン）は、アーモンド・卵白のペーストを焼いて作った器に、麺状に絞り出した栗クリームとホイップクリームを交互に重ねたデザート。焼きメレンゲで作った器を使ったバージョンも紹介している。ここで言う「ヴァシュラン」とは、チーズのヴァシュランではなくてケーキの一種。1913年イギリスの料理辞典中のvacherin Suisseも、メレンゲを台にしたモンブランである。
1905年の料理本の栗のケーキのレシピ3種類はいずれも型で焼いた生地を台にしており、そのうちのgâteau à la purée de marron（レシピ番号3217）は栗のピュレを詰め、さらにホイップクリームを詰める。
1909年のエミール・ダレンヌらによる料理本はモンブランにパート・シュクレ（タルトの台）を使う例を挙げており、またモンブランに似た菓子Havrais（ル・アーヴル風）やle nid（巣）はジェノワーズの台である。

### パリの老舗ランペルマイエとアンジェリーナ
パリ1区・リヴォリ通り226番地のカフェアンジェリーナ(Angelina)は、もとはRumpelmayer（IPA: [rœ̃'pɛlmajɛ:r]、日本語表記:「ランペルマイエ」など）という店名で、1903年に開店した。
1931年に、パリのフォーブール＝サントノレ通りに同名の"Rumpelmayer"という別の店が大々的に開店した。結局リヴォリ通りの店は1948年に"Angelina"（アンジェリーナ）と改称した。その後、所有者は何度か変わっている:165。他方フォーブール＝サントノレ通りの店は1981年までに消滅した:165。
"Rumpelmayer"を名乗る店のうちで、モンブランを売っていた古い記録としては1915年のロンドン店への言及ある。
リヴォリ通りの店（後の「アンジェリーナ」）のモンブランについては、1920年代の日本人による言及、および1936年の記事広告がある。それ以前の看板商品はマロングラッセとチョコレートであった。
他に、フォーブール＝サントノレ通りの店、ニューヨーク店、および日本のランペルマイエ和泉家でも売っていた。
パリのアンジェリーナのモンブランは1980年の時点ではメレンゲ上にホイップクリームを載せ、その上に栗のクリームを麺状に絞り出して覆った形で
、以後2015年時点でも同様である
。1950年代日本のランペルマイエ和泉家の製品や、1984年日本のプランタン銀座内アンジェリーナの製品も同じ構成であった。
細部は店や時代によって違う。フランスのランペルマイエ（店名不記）はホイップクリームに砂糖を入れていた:164。
これに対し日本のランペルマイエ和泉家は、1950年代には入れていたが1980年代には入れていない:164。パリのアンジェリーナも、ある時点（2015年以前）からホイップクリームに入れる砂糖を減らした。2008年時点では、日本のアンジェリーナが行なった製法改良をパリの店でも一部採用しており、絞り出し器具も日本製品に切り替えている。
パリのアンジェリーナのモンブランは好評だが、食べ残しが散見された例を挙げて「モンブランは過大評価されている」という意見もあった。
21世紀初頭から「アンジェリーナ」ブランドのフランチャイズ店が世界各地で開店し、そこでモンブランを看板商品の一つとして掲げている。
パリのアンジェリーナは一時期、モンブランの提供時期を「1903年創業当時から」だと言っていたが、後に「20世紀初頭」と言い直している。

## 名称

### 栗とクリームの菓子の名称
「モンブラン」という名前の由来は、アルプス山脈のモンブラン（フランスとイタリアの最高峰）。
- フランス語では、Mont-Blanc aux marrons[8]（モン・ブラン・オ・マロン）、またはmont-blanc[60]（モンブラン）。
- または、torche aux marrons（トルシュ・オー・マロン、"torche"は松明（たいまつ））: フランス東北部アルザス地方[61]、スイス[62]。
- アルザス語で storichnescht[63]（フランス語訳:nid de cigogne[63]、直訳:コウノトリの巣）。
- イタリアでは、montebianco[64]（モンテ・ビアンコ[65]）（山名と同様）。菓子名としての"montebianco"は、フランス語の"mont-blanc"からの翻訳借用[64]。借用語ではあるが1900年には既に使われていた[66]。
- スイスでは、Vermicelles[67]（ヴェルミセル（ドイツ語版）。フランス語由来のスイスドイツ語。IPA: [vɛrmiˈsɛl][68]）。なお、フランス語の"vermicelle"は、菓子ではなくてパスタの一種ヴェルミチェッリを指す[69]。

### "Mont Blanc"という菓子名
"Mont Blanc"という語は他の料理を指すこともある。
1832年レシピ集にある"Monts blancs au café"は、栗ではなくてアーモンドとコーヒー豆の焼き菓子にアイシングをかけたケーキ。1865年のピエール・ラカンの"Le Mont-Blanc"も同様、砕いたアーモンド入りの生地をブリオッシュ形に焼いて上にメレンゲを絞った物であり、栗はない。
1875年のアメリカの"Mont Blanc Cake"は、スポンジケーキにメレンゲとココナツのアイシングをかけたもの、1881年のアメリカの"Mont Blanc"、別名"White Mountain Cake"（ホワイトマウンテンケーキ）は、スポンジケーキを積み重ねてゼラチン主体の白いアイシングをかけたものである。
1888年アメリカの"Mont blanc potato"（モンブランポテト）は、粉吹き芋に生のメレンゲをかけてオーブンで加熱して卵白を固める。砂糖は使わず、副菜とする。
オーギュスト・エスコフィエは、栗に限らず複数種類の菓子名に採用している:
- Mont Blanc aux Fraisier（苺のモンブラン）: ホイップクリームに野イチゴを和え、イチゴで飾る[29]:726
- Mont Blanc aux Marrons（マロンのモンブラン）: 栗の巣タイプのモンブラン[29]:726
- Biscuit Mont-Blanc: 三層のアイスクリーム（ラム酒・マロン・バニラ）[29]:743

## 日本での歴史
19世紀末には日本語のレシピがあった。1920年代から日本の文化人達がパリ「ランペルマイエ」のモンブランの評判を伝え、1935年時点では日本で複数の店がモンブランを発売していた。
21世紀初頭の日本でモンブランの典型的イメージは、カステラの台の上にひも状の黄色いクリームが渦巻きに絞り出され、その上に栗の甘露煮が乗ったケーキである。これとほぼ同じ構成の製品が1934年にはあった。

### 日本の料理本
栗の山にホイップクリームを乗せるデザートのレシピは19世紀末には日本に入って来ていた。
明治31年（1898年）のレシピ「ピレテマロンアラシヤンテレ」(Purée de marrons à la Chantilly ?)は、栗の裏漉しを小高く盛ってホイップクリームで飾る。
1905年のレシピ「モント・ブランク」は、アメリカのベストセラー "The Boston cooking-school cook book" (英語版) からの和訳。栗の裏漉しを「三角柱」（原著では「ピラミッド型」）に成型して、上と周囲をホイップクリームで飾る。
焼いた生地に栗のピュレを塗ったケーキとしては1906年のレシピ「マロングガトー」がある。
栗のクリームを「鳥の巣のように」絞り出す技法、および焼きメレンゲの台を使ったモンブランのレシピは1927年の料理本に見られる。
栗の代わりにサツマイモをかけたケーキのレシピもあった。1931年の「マロンターツ」は栗の裏漉しの真ん中に栗の蜜煮を飾る:94というレシピだが、サツマイモの裏漉しと栗の砂糖煮で代用した例も紹介している:94。1931年の「ポテートターツ」ではサツマイモの裏漉しを渦型に絞り出す手法を使っている。
なお、これら以前から和食分野では裏漉しした芋類を細く絞り出す「糸かけ」という技法が行なわれていた。例: 栗きんとんに長芋を原料とした紅白の糸かけ、甘藷（サツマイモ）の糸かけ。
1934年の婦人雑誌『婦人之友』の「モンブランポテト」というレシピは、サツマイモの裏漉しに生のメレンゲをかけたおやつ。1935年の婦人雑誌『主婦之友』のおやつ「ポテト・シャンテリー」も同様で、ホイップクリームまたは生のメレンゲをかける
。

### パリの老舗ランペルマイエの評判
1920年代から複数の日本人がパリのランペルマイエのモンブランを讃えている: 駐英銀行員・江尻正一（1927年刊行。ヨーロッパ滞在1919年-1924年）、木下杢太郎（初出1929年。ヨーロッパ滞在1921年-1924年）、中河与一（1936年刊行）、山田珠樹（1942年刊行）、柳沢健（1950年刊行）。斎藤茂吉も、1924年付の手帳に同店のモンブランに関する買い物情報をメモしている。
山田珠樹の回想録（1942年）によれば、20年前に売られていたものは「日本のあんこに似たもの」に白いクリームがかかっており、「懐かしく」感じて愛好したという。
店名不記載や他店も含めると、戦前のヨーロッパのモンブランについて言及した者は他にもある: 吉村国子、門倉國輝、
岡田八千代、和辻哲郎、福島慶子、北白川房子、江上トミ。
1930年代までパリに在住した福島慶子は、パリのモンブランは栗クリームのほうがクリームの上に乗っていたと書いている。店名は不記。

### 日本での栗クリームをかけたケーキの販売

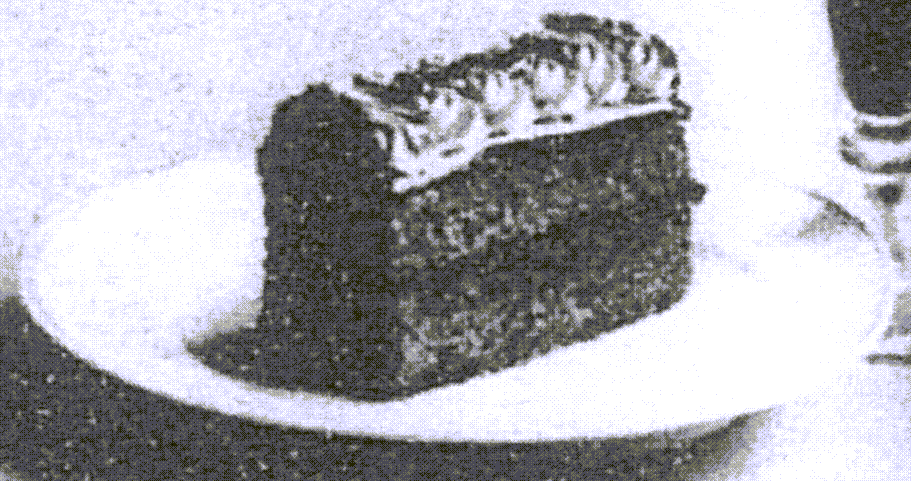
ビスクイ・オー・マロン（1933年 銀座・資生堂）

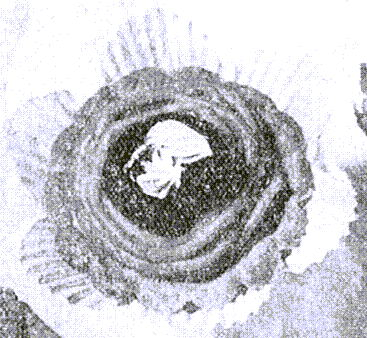
クリサンテ フレーバ（1934年 本郷・紅谷）

明治末期（1912年以前）に菓子店 米津風月堂で「ビスキューイ・オーマロン」という小型ケーキを売っていたという:772が、どのようなものだったかは書かれていない。
1920年代末には栗クリームの各種ケーキ製品の紹介記事が見られる。ただし実際に販売されたかどうか曖昧なものもある。
麻布和泉家（1928年の記事）など各社のビスキュイ・オー・マロンは、スポンジケーキに栗入りカスタードクリームを絞りかけたもので、ホイップクリームはない。「ビスキュイ」という名だがビスケットではなくてスポンジケーキである。「タルトアラマロン」は同じクリームの乗ったタルト:112。
ホイップクリームなどと併用した製品としては、1928年の麻布和泉家の「アームロール」はホイップクリームと栗入りカスタードクリームを詰めた円筒型のパイ:112。1932年頃の森島健吉（新宿・中村屋）
による「タルトマロン」はタルトに栗のピュレと生のメレンゲを乗せて焼いたものである:(7)。
麺状に絞った栗のクリームを載せたケーキとしては、1934年の洋菓子店 本郷・紅谷の無名品がある。
同じく1934年の本郷・紅谷の「クリサンテ フレーバ」は、マロンクリームを細く絞って高く盛り上げたモンブランに、パイナップル・カレンツ・ミカンを詰めたような構成である。
- ビスクヒマロン（1932年頃）[104]
- 栗のケーキ（1934年 本郷・紅谷）[106]
- 洋菓子(1)（1934年 銀座・不二家）<ref name='製菓実験193411不二家'>「洋菓子 銀座 不二家 店売品」『製菓実験』第5巻第11号、製菓実験社、東京、1934年11月5日、巻頭原色版（写真）、p55原色版説明（本文）、全国書誌番号:00012899。
- ファイル:* 巻頭原色版（写真）「銀座不二家店賣品」
- ファイル:* p55「原色版説明 洋菓子 銀座 不二家」。図1、図2、図6がマロンバタークリームを使用。
- ファイル:** (1) パイ生地とスポンジ。マロンバタークリームを丸口金で絞る。胡桃、粉砂糖を飾る。
- ファイル:** (2) チョコレートスポンジ。周囲にココナツと刻みアーモンドを貼る。マロンバタークリームを星形口金で絞る。赤色ゼリーを詰める。
- ファイル:** (3) パイ生地。バタークリーム、葡萄2個。
- ファイル:** (5) ビスクイ生地。モカバタークリーム、チェリー、粉砂糖。
- ファイル:** (6) ショートクラスト生地。マロンバタークリームを星形口金で絞る。マロン半片を飾る。
- 洋菓子(6)（1934年 銀座・不二家）[108]

### 日本でのモンブランの発売

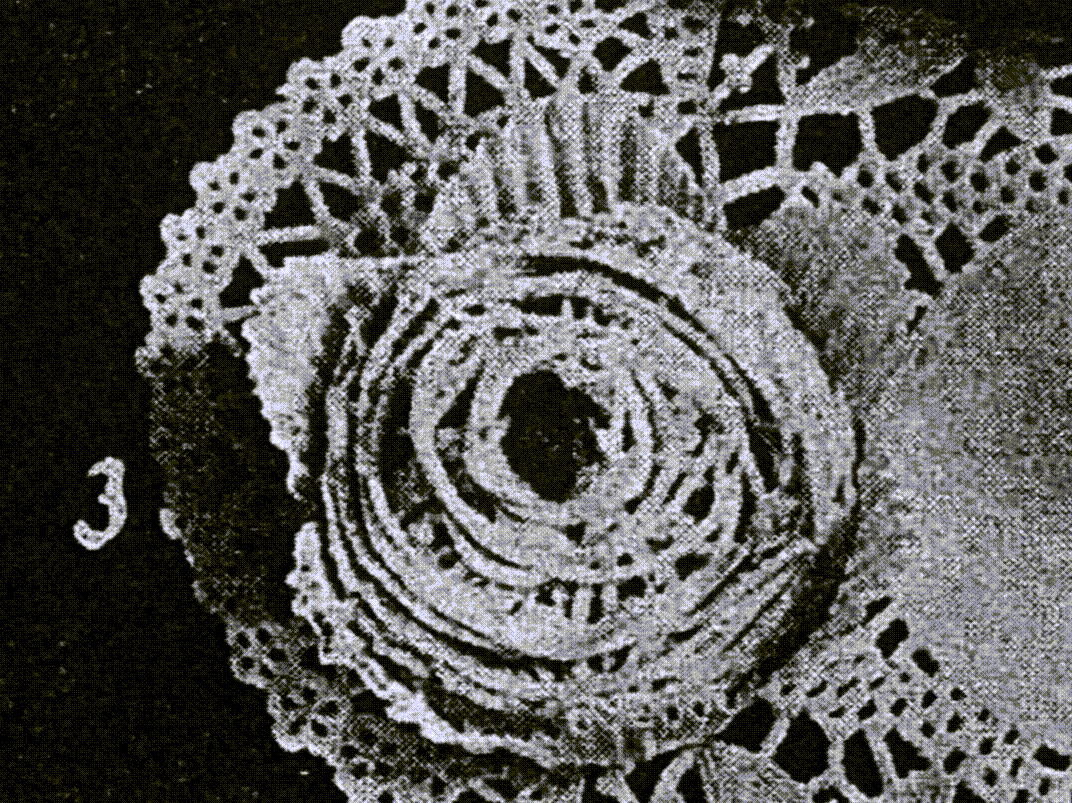
モンブラン（1935年 本郷・紅谷）

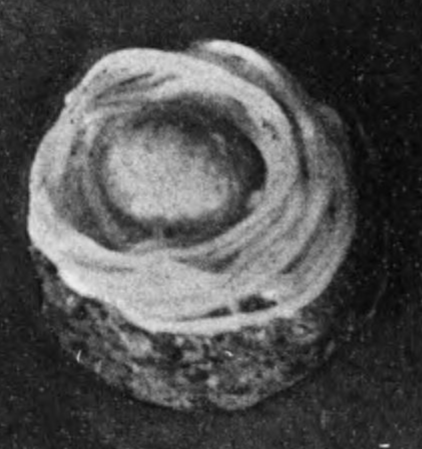
マロンライン（1937年 銀座・コンパル）

1935年（昭和10年）市島謙吉は随筆に、東京・銀座の洋菓子・喫茶店コロンバンが「モン・ブラン」という品名で蕎麦をグルグル巻いたような、栗の味のスイスの菓子を売っていた、と書いている。当時の「新人」の流行語だったという。
この前年1934年にも、フィクションではあるが大衆小説の中でコロンバンのモンブランが言及されている。
コロンバンの創業者門倉国輝は1920年代にフランスで菓子作りを修業し:886、1931年にも再度ヨーロッパを視察しており:114、1932年時点でフランスの菓子店で売られているモンブランを知っていた。
同じく1935年に、本郷・紅谷の鹽澤芳朗が店頭商品「モンブラン」を写真付きで紹介している。
スポンジケーキの台にバタークリームを塗り、その上に栗のバタークリームを細長く絞って渦巻き状にかけて、チェリーを載せたケーキである。
この時代は、1931年に映画『モンブランの嵐』、1935年2月に映画『モンブランの王者』
が相次いで封切られ、「モンブラン」という語の露出度は高かった
。
内田誠 (随筆家)（本業明治製菓社員）は1936年に、複数の店が栗の裏漉しにクリームをかけた菓子を「マロン・シヤンテリイ」あるいは「モン・ブラン」という品名で売っていると記し、別の記事では帝国ホテルのグリルルームが栗にクリームをかけたものを提供していたとも記している
。内田はまた1939年に、銀座のある洋菓子店の「モン・ブラン」は栗の裏ごしの細い糸をカステラの台にかけたもの、別の店の「モン・ブラン」はシャンパングラスに栗の裏漉しを盛ってクリームを乗せたもの、と書いている
。

### コース料理
コース料理でも20世紀初頭からデザートにモンブランが提供されていた形跡がある。
日本郵船の国際航路客船「春日丸」の1900年のメニューに"Mont Blanc"というデザートがあるが、内容は書かれていない。
1927年のテーブルマナー解説書は、マロン・ア・ラ・シャンテリーを食べるときに「ボロボロして取り落とすおそれがある」と注意し、1929年の本はレセプションのメニュー例に「モンブラン・オウ・マロン」を挙げている
。
1937年に、当時計画されていた1940年東京オリンピックや日本万国博覧会などの紀元二千六百年記念行事に向けて、訪日外国人客を想定した西洋料理が検討された。その標準メニューの昼食デザートの一品として「モンブラン・オー・マロン」が選定された。試作品も作られた。日本料理用の栗の甘露煮缶詰品を裏漉ししてそぼろ状にし、型に詰めて皿にあけ、ホイップクリームをかけたものであった。

### 黄色いモンブラン

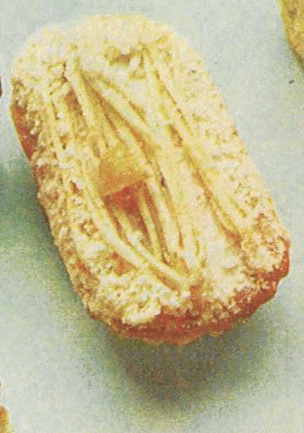
マロンのケーキ（1940年 銀座モナミ）

一時期、「モンブラン」といえば栗のクリームがヨーロッパの茶色のものではなく黄色いタイプが定番だった。
クリの種類が違うことが一因である。日本のクリのほうが黄色い。日本のクリを使うと、どうしても黄色いモンブランになる。
戦前の日本ではマロングラッセも黒っぽい色だと嫌われたという。そのため、たとえば門倉國輝はマロングラッセを製造する際に意図的に黄色く仕上げている、と1933年に同業者向けの講習会で解説している。
栗の渋皮に関しては、フランスのレシピでも取り除くように指示しているものがある。パリのアンジェリーナのモンブランは茶色いが、渋皮は入っていない。むしろ、手作業で渋皮を入念に取り除いていることを特長としてうたっている。

### 自由が丘モンブラン元祖説
日本で最初にモンブランを発売したのは東京・自由が丘の洋菓子店「モンブラン」だという説がある。同店もそのように主張している。日本初かどうかは発売時期によるが、同店の発売時期やその経緯は資料によって著しく食い違う。
同店の創業者である迫田千万億（さこたちまお）本人に取材した伝記としては、1958年の雑誌『実業之日本』の記事と、1960年発行の『日本洋菓子史』がある。
迫田は1932年にパン・洋菓子店「パンの家」を創業。次いで1930年代に目黒区・三谷町に「モンブラン」という店を創業した:939。
第二次世界大戦後間もない1945年10月に自由が丘へ移転した。『日本洋菓子史』は、戦後の項でケーキ「モンブラン」発売のいきさつを記している。発売年は書かれていないが、『実業之日本』によれば終戦直後の同店は材料不足のためふかし芋と受託加工だけが収入源という状況で、迫田が菓子販売を開始したのは昭和23年（1948年）頃からだったという。
日本で最初に洋菓子モンブランを発売したという同店の主張は、1996年発行のガイドブック『東京名物』（早川光著）が紹介している。本書によれば「モンブラン」は昭和8年（1933年）創業で、ケーキ発売のいきさつは『日本洋菓子史』と異なる。発売年は書かれていないが、早川は2000年に雑誌『東京人』で、発売年も昭和8年（1933年）であると書いた。
2011年発行の『自由が丘スイーツ物語』も同社への取材にもとづいているが、同社がモンブランの元祖かつ商品化時期は1945年としている:67。
『東京名物』の記事からは、「モンブラン」という菓子名が他国にはなく日本独特であるという誤解も生まれた。
また、迫田は商品名の「モンブラン」は商標登録をしていないという説がある。しかし実際には昭和33年（1958年）に菓子名「モンブラン」および「mont Blanc」を商標出願して翌1959年に登録されており、2023年現在も存続中である。

### 戦後

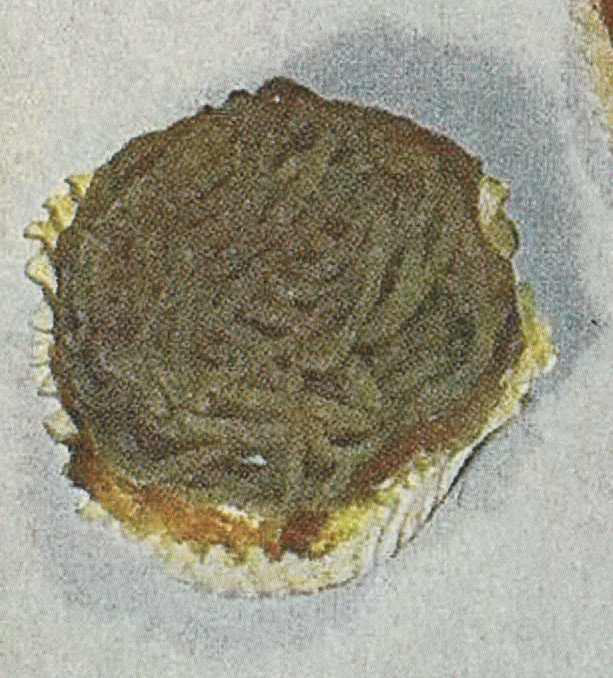
モンブラン（1950年 銀座コロンバン）

第二次世界大戦後数年間は菓子原料の統制が続き、撤廃されたのは1950年頃になってからである。
1950年代初頭には各社から製品が出ている。1960年代初頭になると、どこの洋菓子店にもモンブランがあり、どこの西洋料理屋にもマロン・シャンティイーがある、と言われるようになった。
- モンブラン（1951年 九段コロンバン食品）<ref name='製菓製パン195110'>「（巻頭写真）」『製菓製パン』第17巻第10号、製菓実験社、東京、1951年10月、国会図書館 画像0011.jp2、全国書誌番号:00012901。
- ファイル:*「喰口本位のペテフール六態 九段・コロンバン食品 門倉国輝」:(2)モンブラン（写真有）: スポンジケーキ台にマロンを乗せ、マロンピュレを絞りかける。
- マロンタートレット（1951年 麻布・和泉家）[140]

### 「本格派」モンブラン

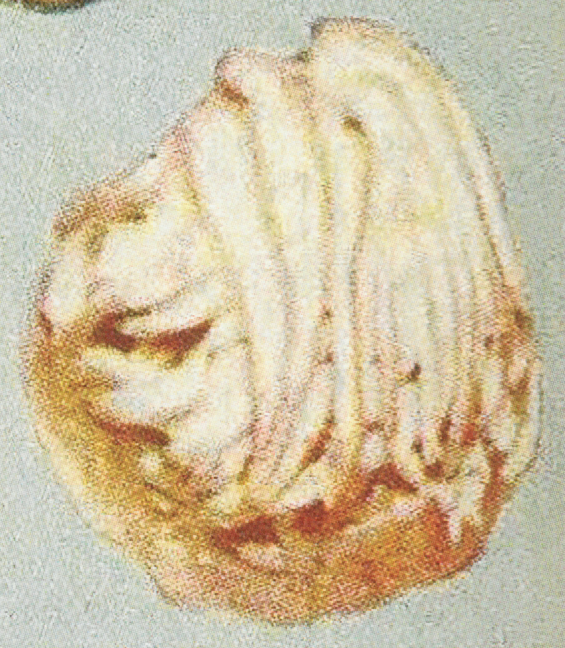
モンブラン（1956年 麻布・和泉家）

1956年に和菓子店 麻布・和泉家は、台がメレンゲ製のモンブランを製品化した。同店の長谷部新三は1952年からパリ・フォーブール＝サントノレ通りのランペルマイエなどで修業した経歴を持つ。1955年に日本へ帰国して以後、麻布・和泉家の洋菓子部門は「ランペルマイエ和泉家」というブランドで営業した:1058。
長谷部は、スポンジ台ではなくメレンゲ台を使うのが「本格的」だと主張した。
製菓業界誌『製菓製パン』も1960年代に、メレンゲ台を使うのが本格派ではあるが現実にはほとんどの店が手間と客受けの良さからスポンジケーキ台を採用している、と解説している。また材料代削減策として栗のペーストにバタークリーム・カスタードクリーム・ポテトを混ぜる手法も紹介し、ただし味は劣ると言う。
1984年にデパートプランタン銀座内の「サロン・ド・テ・アンジェリーナ」がフランス産マロンクリームを使った茶色いモンブランを発売し、茶色いモンブランも有名になった
。同店はパリのアンジェリーナが日本に支店を作ったのではなく、日本企業が経営していた。東京會舘によれば、1984年開店当時に銀座アンジェリーナを運営していたのは同社であり、モンブランは人気商品で1987年時点で1日あたり400個近く売れたという。1990年代中頃にプランタン銀座は他社への運営委託をやめて、プランタン銀座による直営に切り替えた。同社によれば、パリのアンジェリーナと契約して、パリのと同じモンブランを自社内でライセンス生産していた。2000年時点で1日あたり3000個売れたという（他店・他社への卸売分も含んだ数量か否かは不記）。2022年時点では別の企業が「アンジェリーナ」ブランドの使用ライセンスを得てモンブランを販売している。

### 日本における「モンブラン」と「マロンシャンテリー」

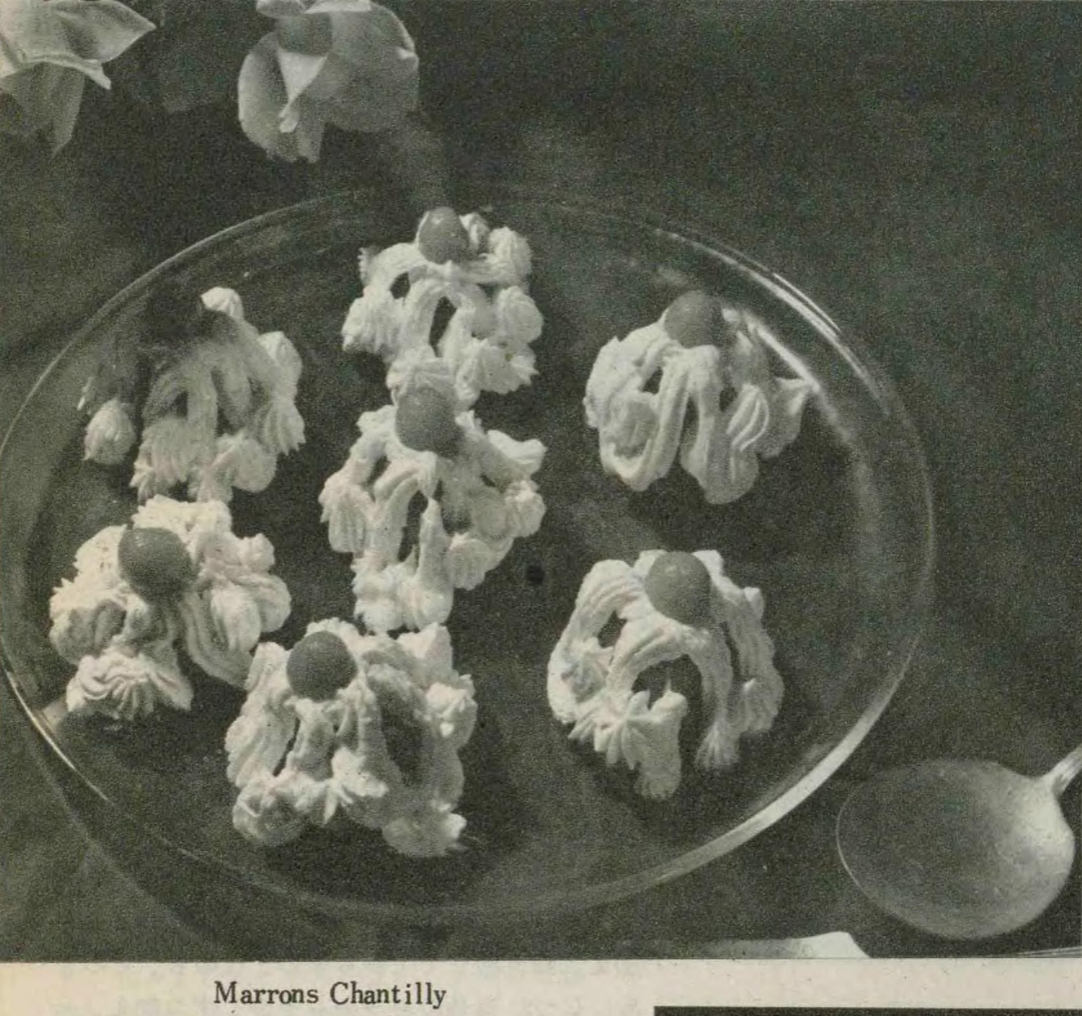
マロン・シャンティリー（『洋風家庭料理』（1954年））

菓子名「モンブラン」と「マロンシャンテリー」の使い分け方は文献によって違う。
洋菓子店の「モンブラン」は1935年当時から、カステラなどの台の上に麺状の栗クリームが乗ったケーキである。
このタイプは「ガトー・モンブラン」と呼ばれることもあった。
いっぽう料理本では1960年代まで「モンブラン」と「マロンシャンテリー」はどちらもケーキ台はなく、どちらもホイップクリームのほうが上に乗っていた。たとえば1939年初版『欧風料理の基礎』では、「マロンシヤントリー」は栗の上にホイップクリームを絞る、「モンブラン」は「栗の周囲を生クレームで絞って覆う」、「ニイロンデエイユ」は鳥の巣状の栗の中央にホイップクリームを「卵形に絞る」。
マロンシャンテリーには凝ったデコレーションの物もあるが、そうでもない物もある。
ある本の「モンブラン」の作例写真が、別の本では「マロンシャンティイー」と改題された例もある。この改題をした大谷長吉（洋菓子店創業者）による「モンブランオーマロン」のレシピは、焼いたケーキを台にしている。
広辞苑には1998年の第5版から菓子名「モンブラン」の項が建てられ、そこでは「細いひも状に絞り出した」という条件が付いており、2006年出版の精選版日本国語大辞典の菓子名「モンブラン」の項には「円形のスポンジケーキなどの上に」という条件が付いている。

### 2000年代以後
21世紀初頭には、麺状に絞ったクリーム類が乗ったケーキを、その素材に関わらず「モンブラン」と呼ぶことがある。
2022年頃から、客の目の前で器具から麺状に絞り出す実演が、いくつかの大きな洋菓子店やリゾートホテルのビュッフェで行われている
。